# Sainte-Dode
Sainte-Dode település Franciaországban, Gers megyében. Lakosainak száma 227 fő (2022. január 1.). Sainte-Dode Bazugues, Miélan, Montaut, Mont-de-Marrast, Sadeillan és Saint-Michel községekkel határos.

## Népesség
A település népessége az elmúlt években az alábbi módon változott:
| Lakosok száma | 322  | 260  | 264  | 232  | 229  | 218  | 209  | 204  | 212  | 227  |
|               | 1968 | 1982 | 1990 | 2006 | 2013 | 2015 | 2017 | 2019 | 2020 | 2022 |